# Croton dracunculoides
Espèce
Croton dracunculoides est une espèce de plantes à fleurs du genre Croton et de la famille des Euphorbiaceae, peut-être présente au Brésil.
Il a pour synonyme :
- Oxydectes dracunculoides, (Baill.) Kuntze